# Raión de Primorsko-Ajtarsk
El raión de Primorsko-Ajtarsk (del ruso: Приморско-Ахтарский район) es uno de los treinta y siete raiones en los que se divide el krai de Krasnodar, en Rusia. Está situado en el área noroccidental del krai. Limita al sureste con el raión de Kalininskaya y el de Timashovsk, al suroeste con el raión de Slaviansk, al oeste con el mar de Azov, al norte con el raión de Yeisk y al este con el raión de Kanevskaya y el raión de Briujovétskaya. Tenía 59 284 habitantes en 2010 y tiene una superficie de 2 503 km². Su centro administrativo es Primorsko-Ajtarsk.
Situado en la costa del mar de Azov, abarca una parte de las tierras bajas de Kubán-Azov. El suroeste del raión está compuesto por los limanes de la desembocadura del río Kirpili. El límite septentrional del raión es el limán Beisugski, desembocadura del río Beisug.

## Historia
El raión fue establecido el 2 de junio de 1924 en la composición del ókrug de Kubán del óblast del Sudeste sobre el territorio del anterior otdel de Slavianskaya del óblast de Kubán-Mar Negro. Inicialmente lo formaban 6 selsoviets: Borodinski, Brínskovski, Olginski, Primorsko-Ajtarski, Svobodni y Stepnoi. El 16 de noviembre de ese año pasó a formar parte del krai del Cáucaso Norte. El 11 de febrero de 1927 el selsoviet Limano-Kirpilski entra en el raión desde el raión de Popovichevskaya. El 10 de enero de 1934 pasa al krai de Azov-Mar Negro y el 13 de septiembre de 1937 al krai de Krasnodar. Entre el 11 de febrero de 1963 al 12 de enero de 1965 el raión fue disuelto y su territorio integrado al raión de Timashovsk. 
En 1993 se disolvieron los selsoviets y en 2005 se decidió la división administrativa en 9 municipios.

## Demografía
| Año  | Población |
| ---- | --------- |
| 1959 | 47 918    |
| 1970 | 56 234    |
| 1979 | 55 335    |
| 1989 | 54 795    |
| 2002 | 60 913    |
| 2009 | 59 305    |

En 2006 el 53.9 % de la población era urbana y el 46.1 % rural.

## División administrativa
El raión se divide en un municipio urbano y ocho municipios rurales, que engloban a 34 localidades.
| Municipios de tipo urbano             | Poblaciones* |
| ------------------------------------- | --- |
| Municipio urbano Primorsko-Ajtarskoye | - ciudad Primorsko-Ajtarsk - posiólok Primorski - jútor Sadkí - posiólok Ogorodni                                                     |
| Municipios de tipo rural              | |
| Municipio rural Ajtarskoye            | - posiólok Ajtarski |
| Municipio rural Borodínskoye          | - stanitsa Borodínskaya - jútor Morozovski                                                                                            |
| Municipio rural Brínkovskoye          | - stanitsa Brínkovskaya - jútor Imeni Tamarovskogo                                                                                    |
| Municipio rural Novopokróvskoye       | - jútor Novopokrovski - jútor Novonekrasovski - jútor Adzhanovka - posiólok Brigadni - jútor Lotos                                    |
| Municipio rural Olginskoye            | - stanitsa Olginskaya - posiólok Oktiabrski - jútor Dobrovolni - jútor Krupskói - jútor Vozrozhdéniye - jútor Beisug - seló Yágodnoye |
| Municipio rural Priazovskoye          | - stanitsa Priazovskaya - seló Prigoródnoye - posiólok Maksima Gorkogo - posiólok Tsentralni                                          |
| Municipio rural Svobodnoye            | - jútor Svobodni - jútor Kurchanski - jútor Joroshílov - jútor Zanko                                                                  |
| Municipio rural Stepnoye              | - stanitsa Stepnaya - jútor Batoga - jútor Novye Limanokirpili - jútor Krasni - jútor Starye Limanokirpili                            |

*Los centros administrativos están resaltados en negrita.

## Transporte
Una línea de ferrocarril hacia Krasnodar por Timashovsk y una carretera con el mismo recorrido son las principales arterias de comunicación terrestre del raión.